# Джейкобс, Ирвин
Ирвин Джейкобс (англ. Irwin Mark Jacobs; род. 1933) — американский инженер и бизнесмен, сооснователь и руководитель Qualcomm. Известен как один из разработчиков стандарта CDMA.
Доктор наук (1959), член  Американского философского общества (2013) и Национальной инженерной академии США (1982), председатель последней в 2008-2012 гг. Удостоен Национальной медали США в области технологий и инноваций (1994), медали почёта IEEE (2013) и др.
Председатель-основатель и ныне CEO-эмерит Qualcomm, основанной в 1985 году. (Её CEO до 2005 и председатель до 2009.) При нем компания выросла из стартапа до вхождения в список Fortune 500. Перед тем был соучредителем, CEO и председателем LINKABIT Corporation, объединившейся с M/A-COM в 1980 году, оставаясь исполнительным вице-президентом и членом совета директоров до 1985.
С 1959 по 1966 год ассистент, затем ассоциированный профессор MIT. С 1966 по 1972 год профессор Калифорнийского университета в Сан-Диего.
Окончил Корнелл (бакалавр, 1956). Степени магистра (1957) и доктора (1959) наук получил в MIT. Член Американской академии искусств и наук (2001).
Внучка Сара избрана в палату представителей США.

## Награды и отличия
- Национальная медаль США в области технологий и инноваций (1994)[5]
- Золотая медаль имени Александра Грэма Белла (1995)
- Премия Боуэра (2001)
- IEEE Maxwell Award (2007)
- Премия Маркони (2011)
- Медаль почёта IEEE (2013)
- Fellow Awards (2014)
- C&C Prize (2014)
- Carnegie Medal of Philanthropy (2015)